# Augustine De Rothmaler
Augustine De Rothmaler, née le 12 novembre 1859 à Bruxelles (Belgique) et morte le 28 novembre 1942 au Lavandou (France), est une pédagogue et féministe belge.

## Biographie
Augustine De Rothmaler est née à Bruxelles, le 12 novembre 1859. Elle est la fille de Gustave De Rothmaler, chef du Service de la population de la Ville de Bruxelles. Elle fréquente le Cours d'éducation, l'école de filles fondée et  dirigée par Isabelle Gatti de Gamond. Ces Cours d'éducation sont un vivier de futures féministes, surnommées les « gatticiennes », qui forment le réseau du mouvement féministe après leur diplôme. Elle obtient son diplôme des cours supérieurs en 1876. Elle enseigne durant trois mois puis se rend à Romanshorn, en Suisse, pour compléter sa formation. Elle y suit pendant un an les cours de l'Institut Zollinkofer et obtient un diplôme supplémentaire. Son séjour à Romanshorn lui permet aussi d'améliorer sa connaissance de l'allemand et de développer un intérêt pour les langues germaniques en général. Plus tard, elle étudie également le danois.
Au début de 1878, elle est de retour à Bruxelles dans sa ville natale et enseigne la littérature, le français et l'anglais au Cours d'éducation B de la rue du Marais (devenu lycée Dachbeck). En 1897, elle y est nommée régente de première classe. Elle est une professeure très appréciée de ses élèves.  
Dix ans plus tard, en 1907, elle décline une proposition de la nouvelle école moyenne de la ville de Bruxelles. Le 1er septembre 1911, elle succède à Aline Héris à la direction des Cours d'éducation B, où elle enseigne depuis trente ans. 
Comme Isabelle Gatti de Gamond, elle s'efforce de promouvoir un esprit social chez ses élèves et ouvre davantage l'école aux filles des quartiers pauvres autour de l'école, afin d'assurer une plus grande mixité sociale avec les filles des classes moyennes qui fréquentent l'établissement. 
Une grande attention est également accordée dans les classes de l'école aux aspects sociaux, au féminisme et au pacifisme, ce qui ne l'empêche pas, pendant l'occupation allemande, d'encourager le sens patriotique chez ses collaboratrices et ses élèves.
En 1911, elle adhère à l'Alliance belge des femmes pour la paix par l'éducation, récemment fondée par Marie Rosseels et Claire Baüer et, plus tard, à la Ligue belge de l'éducation.
Après sa retraite en 1919, elle devient membre honoraire de la Ligue de l'éducation et reste active à l'Institut des Hautes études.

## Intérêt littéraire
Tout au long de sa carrière, Augustine De Rothmaler conserve un grand intérêt pour la littérature en général et en particulier la littérature française. Elle fréquente les cercles d'écrivains ainsi que les artistes et introduit les matinées classiques organisées au Théâtre royal du Parc et à l'Université Nouvelle.
Elle traduit également un certain nombre d'ouvrages d'écrivains allemands et danois, notamment Johannes Jensen et écrit plusieurs publications sur l'iconographie de l'écrivaine et féministe George Sand, qui est son modèle.

## Amitié avec Théo et Maria van Rysselberghe
Au cours de sa vie, elle noue une grande amitié avec le couple Théo et Maria van Rysselberghe. Cette dernière est une de ses anciennes étudiantes et partage sa passion pour la littérature française. En 1894, Théo Van Rysselberghe fait un portrait d'Augustine De Rothmaler, qui se trouve maintenant au Metropolitan Museum of Art à New York.
Après sa retraite, Augustine De Rothmaler rejoint le couple van Rysselberghe au Lavandou, où ils sont installés depuis 1910.
Elle y meurt le 28 novembre 1942, à l'âge de 83 ans. Elle est inhumée dans le caveau de la famille van Rysselberghe.

## Publications
- Les prétendus portraits de George Sand, dans Mercure de France, p. 688-697, 1924.
- Les portraits de George Sand, dans Gazette des Beaux-Arts, p. 70 à 78, 1926.